# (4827) Darès
(4827) Darès, désignation internationale (4827) Dares, est un astéroïde troyen jovien.

## Description
(4827) Darès est un astéroïde troyen jovien, camp troyen, c'est-à-dire situé au point de Lagrange L5 du système Soleil-Jupiter. Il présente une orbite caractérisée par un demi-grand axe de 5,116 UA, une excentricité de 0,046 et une inclinaison de 7,7° par rapport à l'écliptique.
Il est nommé en référence au personnage de la mythologie grecque Darès, acteur du conflit légendaire de la guerre de Troie.

## Compléments